# Diocèse de Duluth

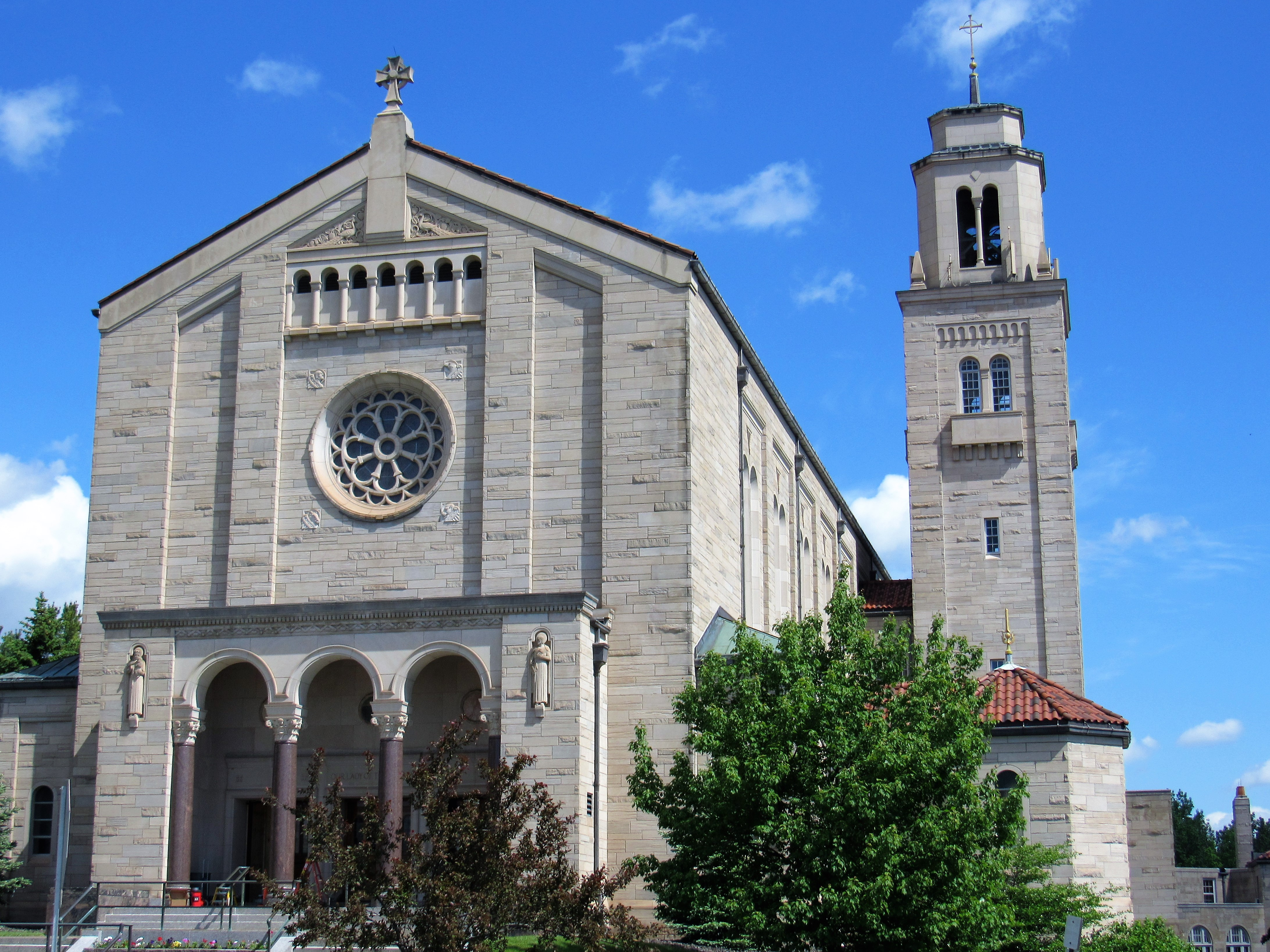
Façade de la cathédrale Notre-Dame-du-Rosaire de Duluth

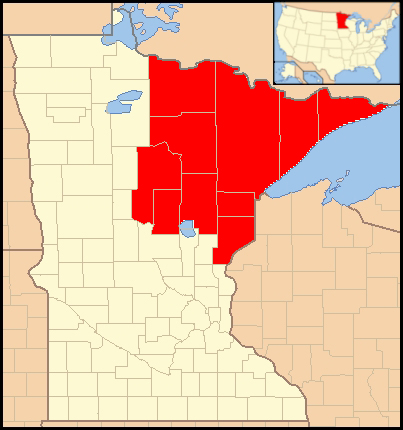
Localisation

Le diocèse de Duluth (Dioecesis Duluthensis) est un siège de l'Église catholique aux États-Unis, suffragant de l'archidiocèse de Saint Paul et Minneapolis. En 2016, il comptait 53.046 baptisés pour 447.568 habitants. 

## Territoire
Le diocèse comprend les comtés suivants de l'État du Minnesota : Aitkin, Carlton, Cass, Cook, Crow Wing, Itasca, Koochiching, Lake, Pine et St. Louis.
Il siège épiscopal est à Duluth, où se trouve la cathédrale Notre-Dame-du-Rosaire (Cathedral of Our Lady of the Rosary).
Le territoire s'étend sur 57.875 km² et il est subdivisé en 74 paroisses.

## Histoire
Le diocèse est érigé le 3 octobre 1889 par le bref apostolique Ex debito supremi de Léon XIII, recevant son territoire du diocèse de Saint Cloud (en).
Le 31 décembre 1909, il cède une portion de territoire à l'avantage du nouveau diocèse de Crookston (en).
Le 1er septembre 1957 par effet du décret Templum paroeciale de la Sacrée Congrégation consistoriale la cathédrale est transférée de l'église du Sacré-Cœur à l'église Notre-Dame-du-Rosaire.

## Statistiques
- En 1950, il comptait 89.646 baptisés pour 372.495 habitants (24,1%) 123 prêtres (94 diocésains et 29 réguliers) 10 religieux et 469 religieuses dans 74 paroisses
- En 1966, il comptait 104.791 baptisés pour 410.815 habitants (25,5%) 157 prêtres (115 diocésains et 42 réguliers) 8 religieux et 471 religieuses dans 124 paroisses
- En 1970, il comptait 98.354 baptisés pour 410.815 habitants (23,9%) 92 prêtres (92 diocésains) 2 religieux et 397 religieuses dans 86 paroisses
- En 1990, il comptait 82.820 baptisés pour 407.000 habitants (20,3%) 103 prêtres (82 diocésains et 21 réguliers) 11 diacres permanents, 21 religieux et 211 religieuses dans 100 paroisses
- En 2000, il comptait 79.074 baptisés pour 415.690 habitants (19%) 95 prêtres (83 diocésains et 12 réguliers) 23 diacres permanents, 13 religieux et 169 religieuses dans 90 paroisses
- En 2006, il comptait 72.600 baptisés pour 438.000 habitants (16,6%) 80 prêtres (67 diocésains et 13 réguliers) 33 diacres permanents, 13 religieux et 130 religieuses dans 93 paroisses
- En 2016, il comptait 53.046 baptisés pour 447.568 habitants (11,9%) 74 prêtres (71 diocésains et 3 réguliers) 57 diacres permanents, 3 religieux et 82 religieuses dans 74 paroisses[2].

Ce diocèse est caractérisé par des chiffres particulièrement en baisse surtout depuis le début du XXIe siècle où la chute est fort brutale. Le nombre de baptisés est divisé par deux et les vocations féminines et de frères sont quasiment éteintes.